# Festival de Futebol dos Alpes
O Festival de Futebol dos Alpes é um torneio amistoso de futebol internacional organizado pela sociedade Matchworld Football. O torneio é disputado a cada verão e é disputado na França e na Suíça.

## Formato
Os clubes participaram no torneio disputando um número variável de jogos. O clube que obtiver uma melhor média de pontos é determinado o vencedor do torneio. 
O número de participantes varia a cada edição.

## História
O Festival de Futebol dos Alpes sucede à Copa Valais como o torneio amigável de futebol organizado pela Matchworld Football. Após três edições da Copa Valais, a sociedade informou que o evento teria crescido de tal forma que um novo formato seria criado.
Em 2016, a primeira edição decorreu nas cidades helvéticas Lausanne, Montreux, Savièse e Bagnes e na cidade francesa Thonon-les-Bains e contou com nove equipas diferentes. Cada equipa disputou um número diferente de partidas. O PSV Eindhoven obteve a melhor classificação no torneio e foi determinado vencedor dessa edição.
Em 2017, o torneio contará com 12 equipas. Cada equipa disputará um número diferente de partidas.

## Títulos por clube
| # | Clube         | Títulos  | Vice     |
| - | ------------- | -------- | -------- |
| 1 | PSV Eindhoven | 1 (2016) | 0        |
| 1 | FC Lausanne   | 0        | 1 (2016) |